# Xenolytus rugatus
Xenolytus rugatus là một loài tò vò trong họ Ichneumonidae.